# Andrei Petrowitsch Kapiza
Andrei Petrowitsch Kapiza (russisch Андре́й Петро́вич Капи́ца; * 9. Juli 1931 in Cambridge, England; † 2. August 2011 in Moskau) war ein russischer Geograph und Antarktisforscher. Er gilt als Entdecker des Wostoksees, des größten subglazialen Sees unter dem Eisschild der Antarktis.

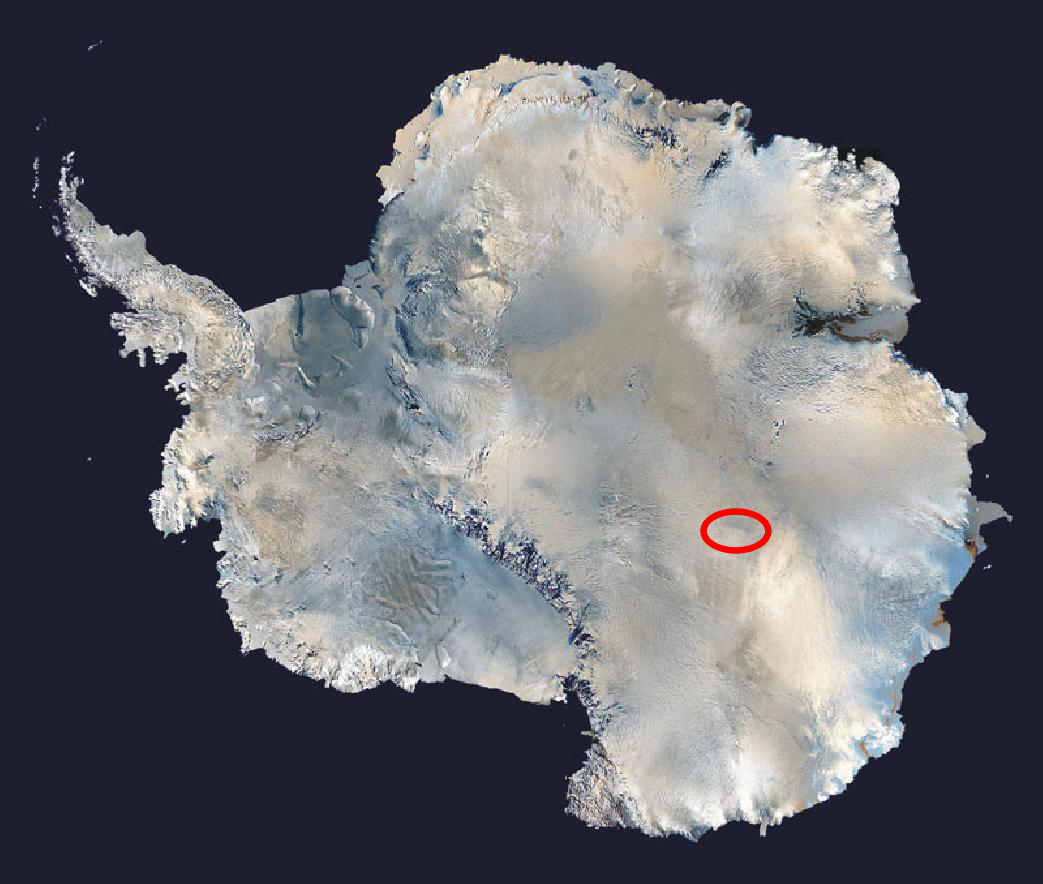
Position des Wostoksees in der Antarktis

Die Existenz des Sees war allerdings zunächst, Ende der 1950er Jahre, nur eine These aufgrund der Ergebnisse von seismischen Messungen im Umfeld der Wostok-Station, welche erst 1996 durch ein russisch-britisches Team zweifelsfrei bestätigt wurde. Die Entdeckung des Wostoksees gilt als eine der bemerkenswertesten geographischen Entdeckungen des 20. Jahrhunderts und als eine der letzten großen geographischen Entdeckungen der Erde überhaupt.

## Leben
Andrei Kapiza entstammt einer russischen Wissenschaftlerfamilie: Sein Vater war der Nobelpreisträger Pjotr Leonidowitsch Kapiza, sein Großvater (der Vater seiner Mutter Anna Alexejewna Krylowa) war der Schiffsbauingenieur und Mathematiker Alexei Nikolajewitsch Krylow, sein älterer Bruder Sergei war Physiker und langjähriger Moderator einer Wissenschaftssendung im russischen Fernsehen.
Er wurde wie sein Bruder Sergei in Cambridge geboren, wo sein Vater seinerzeit als Direktor an der Universität arbeitete. Nachdem dem Vater 1934 die Wiederausreise aus der UdSSR verweigert wurde, lebte die Familie in Moskau.
1953 machte Andrei Kapiza an der Geographischen Fakultät der Moskauer Lomonossow-Universität seinen Abschluss. Im Anschluss arbeitete er im Labor für Experimentelle Geomorphologie der Fakultät.
1958 erfolgte als „Kandidat der Wissenschaften“ (кандидат наук) die Verteidigung seiner Dissertation „Morphologie des Eisschild der östlichen Antarktis“ («Морфология ледникового покрова Восточной Антарктиды»). Im Jahr 1965 folgte die Doktorarbeit „Subglaziales Relief der Antarktis“ («Подлёдный рельеф Антарктиды»).
Zwischen 1955 und 1964 nahm er an vier sowjetischen Antarktis-Expeditionen teil.
Andrei Kapiza benutzte die dabei erfolgten seismischen Messungen im Umfeld der Wostok-Station aus den Jahren 1959 und 1964, um die Dicke des Eisschildes zu bestimmen.

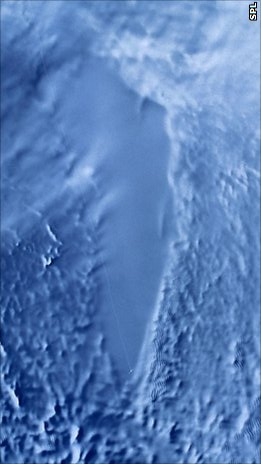
Radar-Aufnahme (RADARSAT-1) des Wostoksees aus dem All. Das Eis über dem See besitzt eine glatte Oberfläche.

Zugleich führten ihn die Ergebnisse zu der Annahme, dass sich an dieser Stelle ein großer subglazialer See befindet, den er nach der Station Wostoksee nannte. Nachdem weitere Forschungen diese These auch nur stützen, aber nicht beweisen konnten, gelang dieser zweifelsfreie Nachweis einem russisch-britischen Team 1996 durch die Kombination verschiedener Messverfahren und -daten.
In den Jahren 1967 bis 1969 leitete er eine Ostafrika-Expedition der Russischen Akademie der Wissenschaften.
Zwischen 1965 und 1970 war er der Dekan der Geographischen Fakultät der Moskauer Lomonossow-Universität.
Andrei Kapiza wurde 1970 als außerordentliches Mitglied in die Russische Akademie der Wissenschaften gewählt.
Im Jahr 1972 initiierte er die Gründung des sowjetischen Pazifik-Instituts für Geographie in Wladiwostok, dessen erster Direktor er wurde.
Im Jahr 1977 kehrte er wegen Krankheit nach Moskau und an seine alte Alma Mater zurück.
Dort übernahm er 1978 die Leitung des Institutes für Physische Geographie und Paläogeographie der gleichen Fakultät. Nach der Reorganisation im Jahr 1987 gründete er den Lehrstuhl für rationelle Naturnutzung und wurde dessen Leiter.
Gleichzeitig war er von 1978 bis 1990 stellvertretender Wissenschaftsminister der UdSSR und Vorsitzender des Wissenschaftlichen Rates der UdSSR.
In seiner weiteren wissenschaftlichen Arbeit nahm sich Andrei Kapiza schon früh der Themen „Treibhauseffekt“, Globale Erwärmung und insbesondere des Ozonloches über der Antarktis an.
Diese mündeten im letzten Jahrzehnt seines Lebens zum einen in der Arbeit „A methodology for assessing the state of Arctic ecosystems transformed by human activities“, zum anderen entwickelte er zusammen mit A. A. Gawrilow eine Theorie zur natürlichen Entstehung der Anomalien des Antarktischen Ozonloches.
Seine Hypothesen zum menschlichen Einfluss oder besser Nichteinfluss auf das Weltklima fanden bei der Mehrheit der wissenschaftlichen Gemeinschaft keine Unterstützung.
Im Alter von 80 Jahren starb Kapiza am 2. August 2011 in Moskau – weniger als ein halbes Jahr bevor am 20. Februar 2012 russische Forscher nach zwanzig Jahren Bohrzeit den Eisschild zum Wostoksee durchstießen.

## Ehrungen und Auszeichnungen
- 1971 Staatspreis der UdSSR für seinen Beitrag zum Atlas von Antarktika
- 1972 Ehrenwerter Arbeiter des Hochschulsektors
- 2002 Verdienter Wissenschaftler der Russischen Föderation[7]